# Épagneul bleu de Picardie
Ne doit pas être confondu avec l'épagneul picard
L'épagneul bleu de Picardie est une race de chien épagneul originaire de l'embouchure de la Somme, de l'Authie et de la Canche en Picardie, apparue au cours du XXe siècle. Il descend de l'épagneul de France à robe blanc et noir et de setters laissés dans les fermes pour éviter la quarantaine avec les pays anglo-saxon. Il est considéré comme un chien calme qui requiert  beaucoup d'exercice. Il est spécialement affectueux avec les enfants. Semblable à l'épagneul Picard, il s'en détache par la couleur particulière de sa robe. Seule une poignée de clubs canins le reconnaissent, principalement en France et au Canada.

## Historique

### Les premiers épagneuls
L'épagneul français est une race très ancienne, qui semble être apparu après les croisades au XIe siècle, et c'est cette race qui est décrite au XIVe siècle dans l’œuvre de Gaston III de Foix-Béarn, Livre de Chasse. À la suite de la Révolution française les roturiers sont autorisés à élever leurs propres chiens de chasse. C'est à ce moment que l'épagneul français commence à se diviser en diverses races suivant sa région d'élevage.
À l'aube du XXe siècle, l'embouchure de la Somme était un lieu très apprécié des chasseurs de petit gibier. Au début du XXe siècle, des mesures de quarantaine prises en Angleterre ont conduit les chasseurs anglais à venir mettre leurs chiens de chasse en pension en France, souvent en Picardie et à l'embouchure de la Somme. C'est probablement à ce moment-là que les épagneuls locaux ont été croisés avec des setters anglais, et qu'est donc apparu l'épagneul bleu de Picardie,. L'épagneul picard et le setter Gordon sont utilisés pour créer la race.
Il faut alors un demi-siècle pour que la race soit standardisée, et trente années supplémentaires pour fixer son homogénéité. En Picardie, il faut attendre 1897 pour que l'on mentionne pour la première fois des épagneuls à la couleur spécifique en Picardie. Jusqu'en 1904, épagneuls picards et épagneuls bleu de Picardie concourent dans la même race, et il faut attendre 1907 pour que les deux races soient officiellement scindées. L'épagneul bleu de Picardie commence dès lors à être reconnu.
Ainsi, l'épagneul bleu de Picardie est finalement reconnu comme une race à part entière en 1938, et l'on compte actuellement environ 1 000 naissances de chiots de la race chaque année en France.

### Diffusion
L'épagneul bleu de Picardie a été exportée au Canada par Ronald Meunier de Saint-Julien, vers 1987, et la race a depuis été reconnue par le Canadian Kennel Club le 1er juin 1995. La race est reconnue par l'American Rare Breed Association, qui utilise le standard fixé par la Fédération cynologique internationale. La race est très peu connue, même dans son bassin d'origine et est considérée comme en danger d'extinction.

## Standard

### Apparence

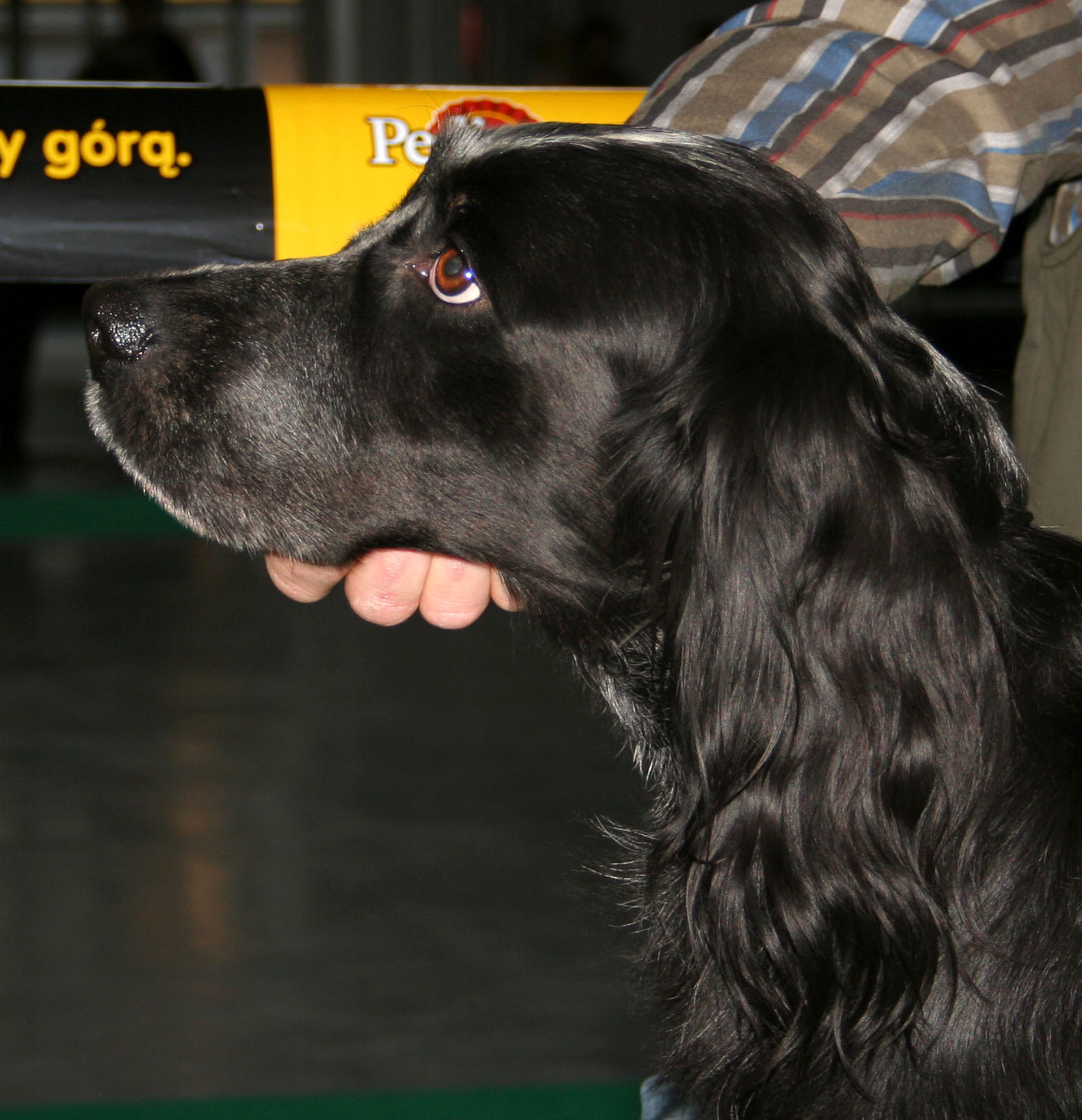
Gros plan de la tête d'un épagneul bleu de Picardie.

Un épagneul bleu de Picardie mesure entre 56 et 64 cm au garrot pour un poids d'environ 20 kg. Sa robe est tachetée de gris et de noir  ce qui lui donne des reflets plus ou moins bleutés. Les poils sont plaqués au corps, avec quelques mèches ondulant sur les oreilles, les pattes et sous la queue. Il a de longues pattes similaires à celles des setters.
Son museau est long et large, et ses larges oreilles sont couverts de poils soyeux. Sa poitrine est de taille moyenne et descend au niveau de ses coudes. L'avant et l'arrière de l'animal sont bien musclés. Sa queue ne descend pas en dessous du jarret et est généralement raide.
Cette race comporte des similitudes avec l'épagneul picard car ils ont une longue histoire commune. La principale différence entre ces deux races est la couleur de la robe, qui est grisé et marron chez l'épagneul picard quand elle est gris et noir chez l'épagneul bleu de Picardie. Cette coloration particulière est liée à l'introduction de sang setter dans la race. Par ailleurs le bleu de Picardie est un peu plus rapide et a un museau légèrement plus fin.

### Tempérament
C'est un chien de chasse polyvalent, intéressant pour sa capacité à localiser et ramener le gibier dans des marais ou des terrains difficiles d'accès. Il n'est pas spécialisé dans un type de terrains particulier. Le bleu de Picardie est un chien calme, mais qui a besoin de beaucoup d'exercice pour se dépenser. Il adore jouer, et est très obéissant, ce qui en fait un chien de compagnie apprécié. Il est particulièrement affectueux avec les enfants.

## Santé
On ne connaît pas de maladies génétiques propres à cette race. L'épagneul bleu de Picardie est sujet aux infections de l'oreille qui sont très communes chez les chiens aux oreilles tombantes, comme les autres races d'épagneuls. Son espérance de vie est de 13 ans.

### Sources
- (en) Cet article est partiellement ou en totalité issu de l’article de Wikipédia en anglais intitulé « Blue Picardy Spaniel » (voir la liste des auteurs).